# Zaine Francis-Angol
Zaine Francis-Angol (ur. 30 czerwca 1993 w Londynie) – piłkarz z Antigui i Barbudy występujący na pozycji obrońcy w angielskim klubie Fylde oraz w reprezentacji Antigui i Barbudy.

## Kariera klubowa
Francis-Angol seniorską karierę rozpoczął w klubie Motherwell, gdzie spędził cztery sezony w latach 2011-2015. Następnie występował w Kidderminster Harriers, a od 2017 w Fylde.

## Kariera reprezentacyjna
W reprezentacji Antigui i Barbudy zadebiutował 8 września 2012 roku, w przegranym 1:3 meczu eliminacji Mistrzostw Świata 2014 przeciwko Gwatemali. Na boisku przebywał do 82. minuty.
| Mecze i gole w reprezentacji | Mecze i gole w reprezentacji | Mecze i gole w reprezentacji   | Mecze i gole w reprezentacji | Mecze i gole w reprezentacji | Mecze i gole w reprezentacji | Mecze i gole w reprezentacji |
| #                            | Data                         | Stadion                        | Rywal                        | Wynik                        | Gol                          | Rozgrywki                    |
| 2012                         | 2012                         | 2012                           | 2012                         | 2012                         | 2012                         | 2012                         |
| ---------------------------- | ---------------------------- | ------------------------------ | ---------------------------- | ---------------------------- | ---------------------------- | ---------------------------- |
| 1.                           | 08.09.2012                   | Gwatemala, Gwatemala           | Gwatemala                    | 1:3                          | 0                            | El. MŚ 2014                  |
| 2.                           | 12.09.2012                   | North Sound, Antigua i Barbuda | Gwatemala                    | 0:1                          | 0                            | El. MŚ 2014                  |
| 3.                           | 13.10.2012                   | North Sound, Antigua i Barbuda | Stany Zjednoczone            | 1:2                          | 0                            | El. MŚ 2014                  |
| 4.                           | 17.10.2012                   | Kingston, Jamajka              | Jamajka                      | 1:4                          | 0                            | El. MŚ 2014                  |